# Veniamo in pace
Veniamo in pace è il primo album del gruppo musicale hardcore punk italiano L'Invasione degli Omini Verdi, pubblicato nel 2001.

## Tracce
1. Giorni instabili
2. Stella
3. Intro
4. Non c'è più tempo
5. Solo te
6. Dove vai?
7. Libero
8. Non so perché
9. Masturbati
10. Cupido ha fallito un'altra volta